# Washington (Bundesstaat)
Washington (engl. Aussprache [ˈwɒʃɪŋtən] ⓘ) ist ein Bundesstaat der Vereinigten Staaten von Amerika. Er liegt im Nordwesten der USA an der Küste des Pazifischen Ozeans, nördlich von Oregon, westlich von Idaho und südlich von British Columbia in Kanada.
Gemessen an seiner Fläche steht Washington unter den US-Bundesstaaten mit 184.665 Quadratkilometern an 18. Stelle, gemessen an seiner Bevölkerung von 7.705.281 Einwohnern an 13. Stelle (Stand 2020). Der Großteil der Bevölkerung konzentriert sich rund um den Puget Sound, eine etwa 150 km lange, inselreiche und weitverzweigte Bucht im Westen des Staates, an der auch die Hauptstadt Olympia sowie die mit Abstand größte Stadt Seattle liegen.
Der Staat wurde nach dem ersten US-Präsidenten, George Washington, benannt und als 42. Staat im Jahr 1889 in die Vereinigten Staaten aufgenommen. Aufgrund der Vielzahl von Nadelbäumen trägt der Staat den Spitznamen Evergreen State (deutsch Immergrüner Staat).
Um den Bundesstaat von der ebenfalls nach George Washington benannten, an der Ostküste befindlichen Hauptstadt der USA, Washington, D.C., abzugrenzen, wird für den Staat oft die Bezeichnung Washington State verwendet.

## Geographie

### Lage
Washington grenzt an den Pazifik im Westen, an die Bundesstaaten Oregon im Süden, Idaho im Osten und British Columbia (Kanada) im Norden. Die Grenze zu Kanada verläuft dabei bis auf die kanadische Insel Vancouver Island und die Juan-de-Fuca-Straße entlang des 49. Breitengrades (festgelegt im Oregon-Kompromiss). Die Südgrenze zum benachbarten Oregon verläuft größtenteils entlang des Columbia, im Osten verläuft die südliche Grenze dann entlang des 46. Breitengrades. Auch die östliche Grenze des Staates orientiert sich teilweise an einem Flussverlauf: Die Grenze zu Idaho wurde im äußersten Südosten des Staates festgelegt auf den Snake River. Nördlich des Zusammenflusses mit dem Clearwater River wurde die Grenze als derjenige Meridian definiert, der von diesem Zusammenfluss von Snake und Clearwater aus nach Norden verläuft. Dieser Meridian ist nicht – wie oftmals angenommen – exakt der 117. Längengrad, sondern liegt etwa drei Kilometer weiter westlich.
Washington ist geprägt durch den scharfen Kontrast zwischen Berg- und Küstenregion im Westen und den trockenen Gebieten im Osten des Staates. Die Küstenlage und die natürlichen Häfen bieten beste Möglichkeiten für den Überseehandel am Pazifischen Ozean, mit Kanada und mit Alaska. Die Hochwälder auf der Olympic-Halbinsel gehören zu den regenreichsten Gebieten der Erde. 52 % der Landesfläche des Bundesstaates sind von Nadelwäldern (Koniferen, Zedern) bedeckt. Östlich des Kaskadengebirges liegen die Halbwüsten des Landes, die gänzlich ohne nennenswerte Vegetation sind. Mount Rainier, ein schlafender Vulkan, ist mit 4392 m der höchste Berg des Staates.

### Gewässer

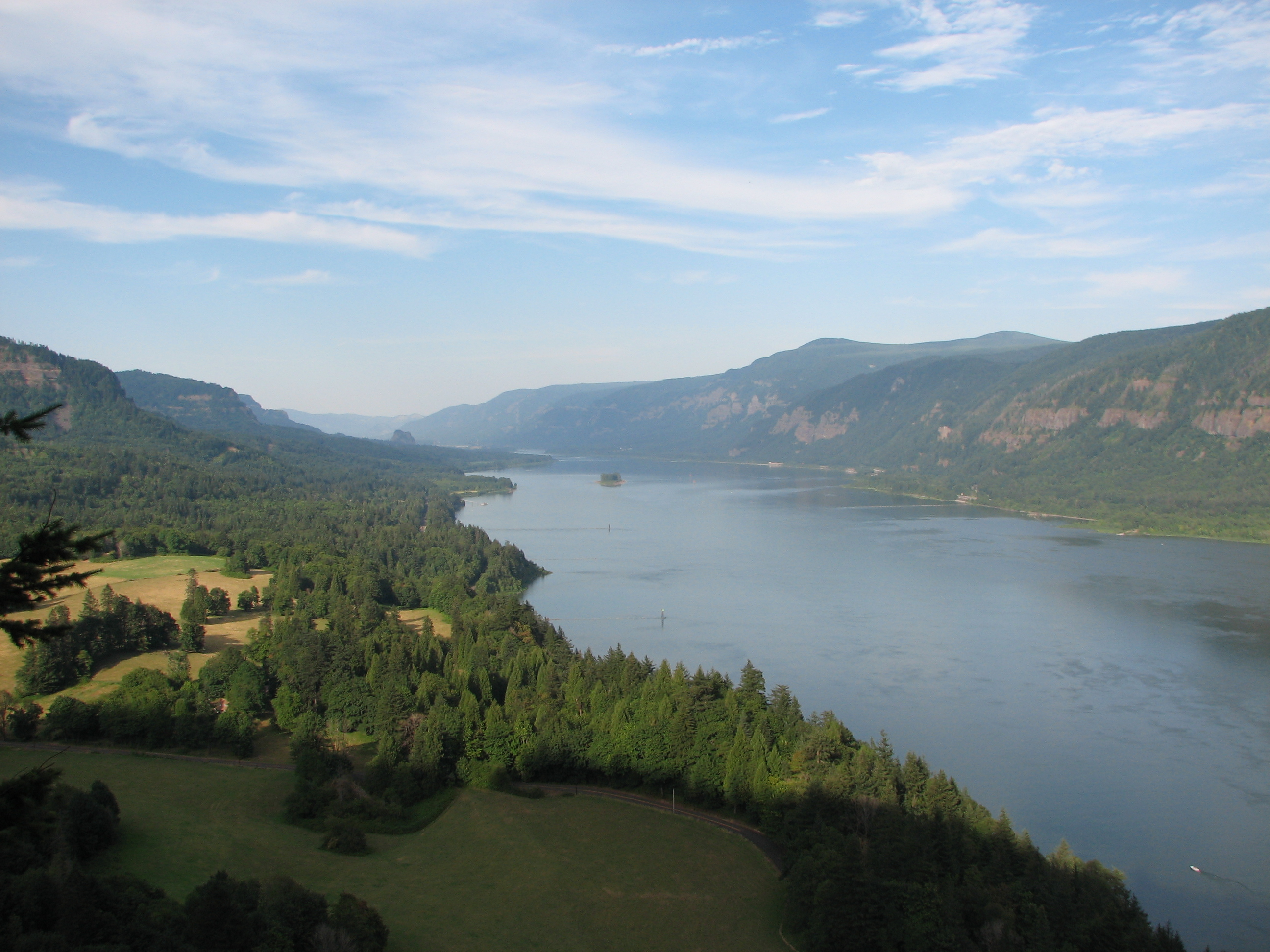
Der Columbia im Bereich der Columbia River Gorge

Der Westen des Bundesstaates ist durch den Puget Sound geprägt, eine weit verzweigte und inselreiche Meeresbucht, die etwa 150 Kilometer in den Bundesstaat hineinreicht. Der Puget Sound ist über die Juan-de-Fuca-Straße mit dem Pazifischen Ozean verbunden. In der Meeresbucht liegen zahlreiche Inseln, unter anderen Fidalgo Island und Whidbey Island. Auch die San Juan Islands werden oftmals noch dem Puget Sound zugerechnet. Wesentlich kleinere Buchten im Südwesten des Bundesstaates sind die Willapa Bay und Grays Harbor.
Sämtliche Flüsse Washingtons entwässern in den Pazifischen Ozean. Der wichtigste ist der Columbia, der Washington auf einer Länge von etwa 1100 km durchfließt. Er entspringt in der kanadischen Nachbarprovinz British Columbia. Innerhalb Washingtons fließt er zunächst nach Süden und entwässert dabei den gesamten Osten Washingtons, über seine Nebenflüsse auch den Nachbarstaat Idaho sowie Teile von Oregon und Montana. Die wichtigsten Zuflüsse des Columbia sind Pend Oreille River, Spokane River, Okanogan River, Methow River, Wenatchee River, Yakima River, Snake River, Lewis River sowie Cowlitz River. Der Columbia ist der einzige Fluss, der die Kaskadenkette durchbricht. Die Schlucht, die Columbia River Gorge, wurde 1986 zum ersten U.S. National Scenic Area erklärt. Auf seinen letzten etwa 480 Kilometern bildet der Columbia die Grenze zu Oregon. Im unteren Flusslauf finden sich zahlreiche Inseln, unter anderen Tenasillahe Island und Puget Island.
Einige kleinere Flüsse entwässern den Westen des Bundesstaates. Dazu zählen der Skagit River, Snoqualmie River, Puyallup River und der Nisqually River, die in den Puget Sound münden, sowie Quinault River, Chehalis River und Willapa River, welche direkt in den Pazifik münden.
Der Columbia und seine Nebenflüsse eignen sich zur Gewinnung von Wasserkraft. Zu den durch Staudämme künstlich entstandenen Seen zählen der Franklin-Delano-Roosevelt-See, der Rufus Woods Lake, Ross Lake, Lake Bonneville, Moses Lake und der Riffe Lake. Der größte natürliche See des Bundesstaates ist der 81 km lange und bis zu 453 m tiefe Lake Chelan. Zweitgrößter See ist der Lake Washington bei Seattle. Der Bundesstaat gehört zur Großregion Pazifischer Nordwesten.

### Berge

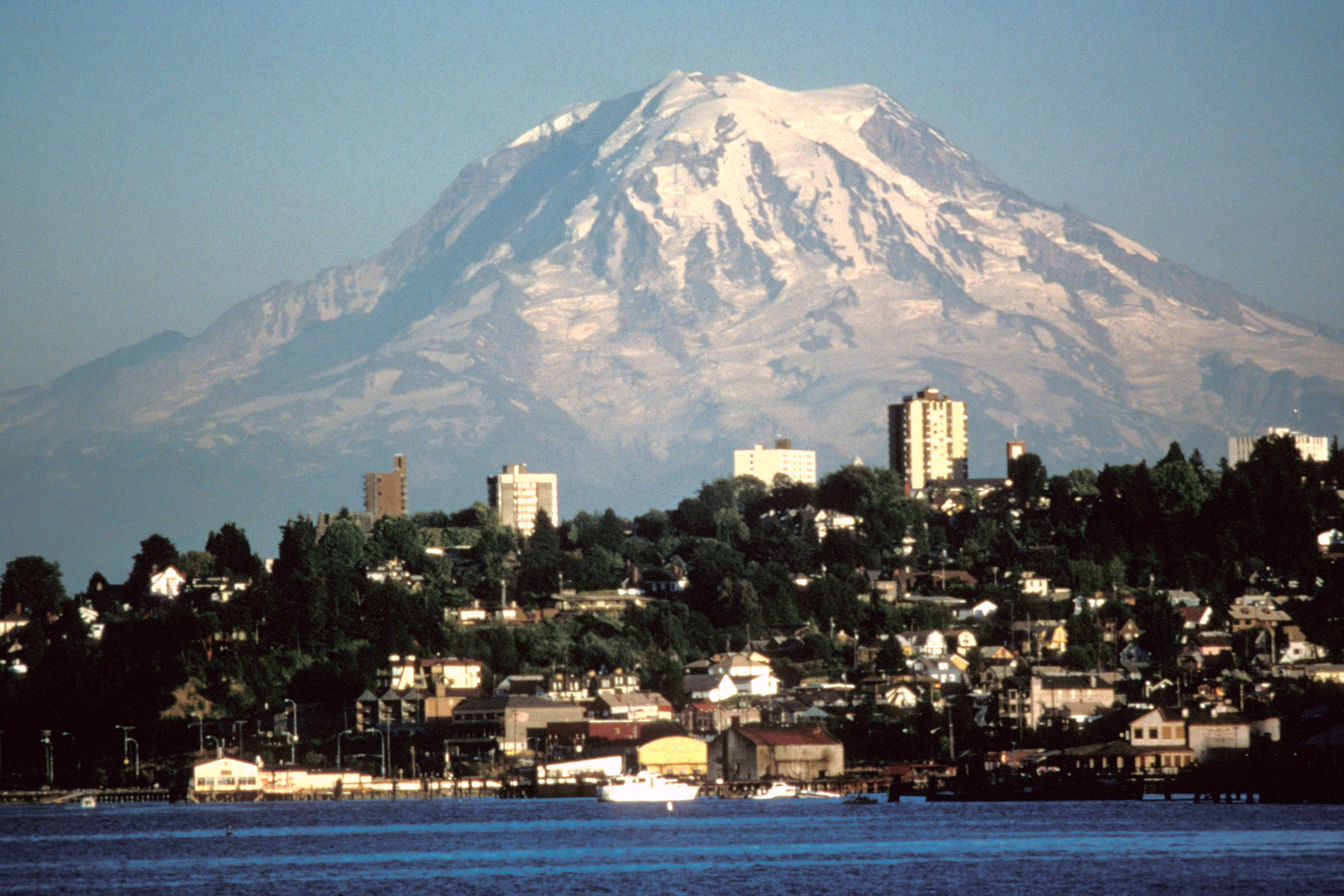
Mount Rainier vom 60 Kilometer entfernten Tacoma aus

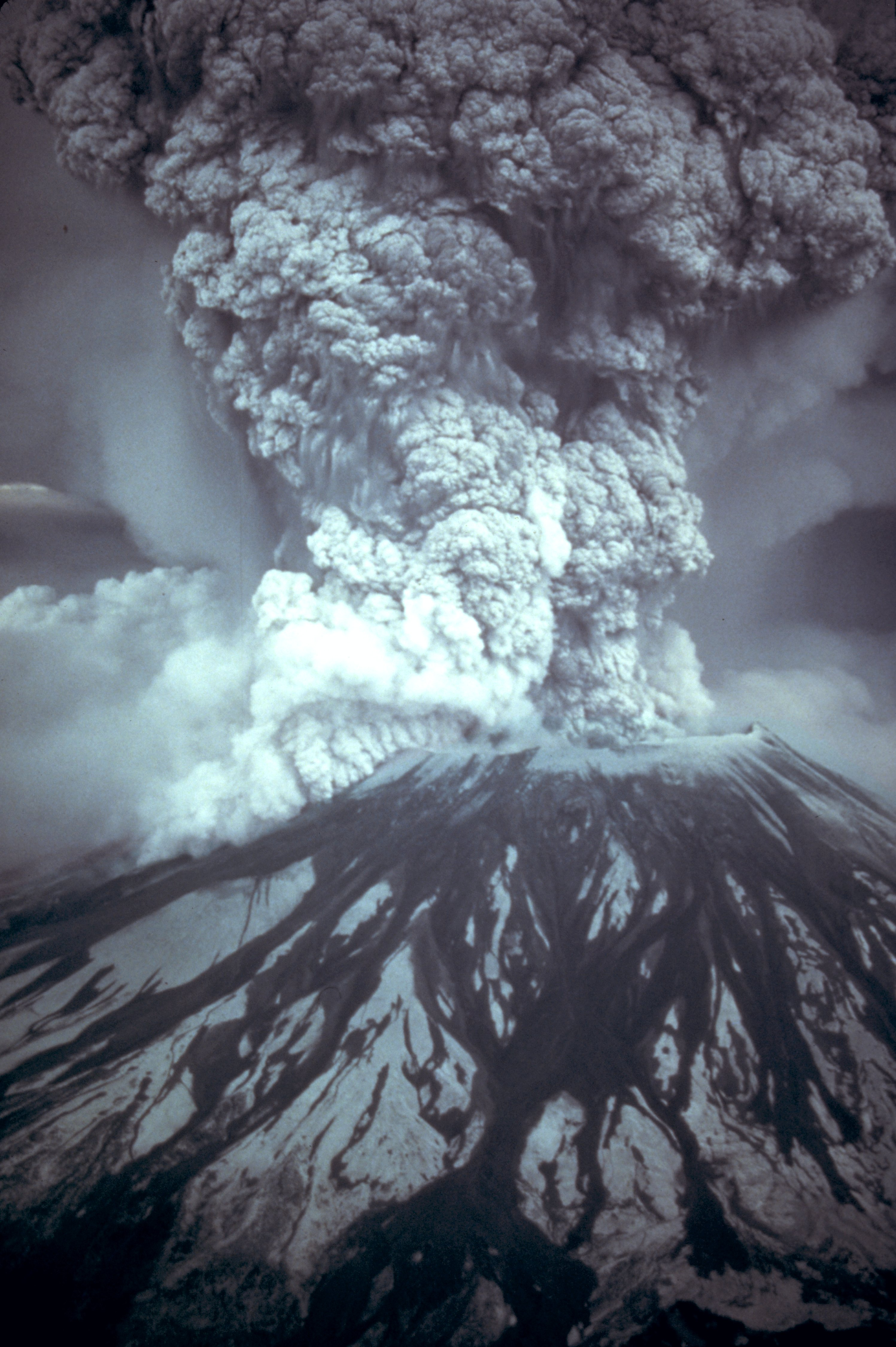
Ausbruch des Mount St. Helens 1980

Die bis zu 4400 Meter hohe Kaskadenkette ist der prägende Gebirgszug Washingtons. Er ist vulkanischen Ursprungs und durchzieht den Staat von Nord nach Süd. Die Gebirgskette hat maßgeblichen Einfluss auf das Klima und damit die Flora und Fauna der Gebiete östlich der Kaskadenkette im Vergleich mit den Gebieten westlich davon. Schon bei den Ureinwohnern führten die unterschiedlichen Umgebungen in Verbindung mit der räumlichen Trennung durch den Gebirgszug zu einer Ausprägung von sehr unterschiedlichen Lebensstilen (Binnen-Salish und Küsten-Salish). Heute wird das Gebirge beispielsweise noch im Zusammenhang mit Wahlen als eine Art Trennlinie gesehen; während im Westen traditionell die Demokraten favorisiert werden, haben östlich der Kaskadenkette Politiker der Republikanischen Partei bessere Chancen.
Höchster Berg der Gebirgskette und damit höchster Berg Washingtons ist mit einer Höhe von 4392 Metern der Vulkan Mount Rainier. Auch die nächsthöheren Berge gelten alle noch als aktive Vulkane. Dazu zählen Mount Baker, Glacier Peak, Mount St. Helens und Mount Adams. Der letzte Ausbruch eines Vulkans in Washington datiert aus dem Jahr 1980, als beim Ausbruch des Mount St. Helens trotz Einrichtung einer Sicherheitszone 57 Menschen starben. Der Ausbruch hatte sich bereits zwei Monate zuvor angekündigt und zählt heute zu den besterforschten Eruptionen überhaupt. Ein Gebiet von 445 Quadratkilometern wurde 1982 unter anderem zur Erforschung der Langzeitfolgen als Mount St. Helens National Volcanic Monument unter Schutz gestellt. Weitere Schutzgebiete im Bereich der Kaskadenkette sind Mount-Rainier-Nationalpark und North-Cascades-Nationalpark sowie zahlreiche kleinere Schutzgebiete wie Wilderness Areas, National Forests oder State Parks.
Der dritte Nationalpark in Washington und gleichzeitig UNESCO-Weltnaturerbe ist der Olympic-Nationalpark auf der Olympic-Halbinsel im äußersten Westen des Bundesstaates. Zusammen mit den weiter südlich gelegenen Willapa Hills zählen die Olympic Mountains zu den Küstengebirgen an der nordamerikanischen Pazifikküste. Die Olympic Mountains erreichen Höhen von bis zu 2428 Metern (Mount Olympus) und sind damit die zweithöchste Bergkette Washingtons. Abgesehen von Hawaii gilt das Gebiet als das regenreichste der Vereinigten Staaten. Demgegenüber erreichen die Willapa Hills wesentlich geringere Höhen. Mit in der Spitze 941 Metern (Boistfort Peak) sind sie der niedrigste Abschnitt der pazifischen Küstengebirge.
Weitere Gebirge sind die Blue Mountains im äußersten Südosten mit Höhen von bis zu 2100 Metern sowie Selkirkgebirge (bis zu 1800 Meter) im Osten und Kettle River Range (bis zu 2175 Meter) im Nordosten des Staates.

## Bevölkerung
Der Bundesstaat Washington hat 7.705.281 Einwohner (Census 2020), womit sich Washington unter den US-Bundesstaaten an 13. Stelle befindet. Es gibt 2.848.396 Haushalte.

### Alters- und Geschlechterstruktur
Die Altersstruktur von Washington setzt sich folgendermaßen zusammen:
- Unter 5 Jahre: 412.374 (6,5 %)
- Älter als 18 Jahre: 4.845.756 (76,1 %)
- Ab 65 Jahre: 737.776 (11,6 %)

Das Medianalter beträgt 36,8 Jahre. 49,8 % der Bevölkerung ist männlich und 50,2 % ist weiblich.

### Religionen
Einer Umfrage im Jahr 2001 zufolge bezeichnen sich 25 % der Einwohner Washingtons als keiner religiösen Gruppe zugehörig. Dies war der höchste Wert aller Bundesstaaten. Größte religiöse Gruppen waren Katholiken (20 %), nicht näher spezifizierte christliche Glaubensrichtungen (11 %), Baptisten (6 %), Lutheraner (6 %) und Methodisten (4 %).

### Abstammung
18,0 % der Einwohner sind deutscher Abstammung und stellen damit die größte Gruppe dar. Es folgen die Gruppen der Irisch- (10,8 %) und Englischstämmigen (10,4 %). Hispanics sind mit 12,2 % und Asiaten mit 8,2 % der Bevölkerung noch zahlreicher als die Norwegischstämmigen (5,4 %). Der Anteil der Afroamerikaner liegt mit 4,1 % deutlich unter dem nationalen Durchschnitt. 1,9 % sind Indianer und 0,7 % der Bevölkerung stammt von Bewohnern der Pazifikinseln (wie z. B. Hawaii) ab. (Stand 2014)

### Größte Städte

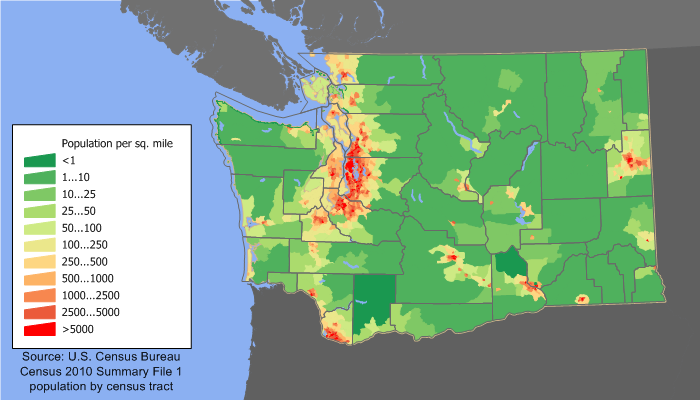
Verteilung der Einwohner im Bundesstaat

Die Bevölkerung Washingtons ist sehr ungleichmäßig verteilt, ein Großteil konzentriert sich im Westen um den Puget Sound. In Seattle, dem wirtschaftlichen und kulturellen Zentrum des Bundesstaates, leben 737.015 Menschen (Census 2020) und in der Metropolregion mit 4.018.762 Einwohnern ungefähr die Hälfte der Bevölkerung Washingtons. Zur Metropolregion Seattle zählen mit Tacoma (219.346 Einwohner), Bellevue (151.854 Einwohner), Everett (110.629 Einwohner), Kent (136.588 Einwohner) und Renton (106.785 Einwohner) fünf weitere der zehn größten Orte des Staates. Südlich der Metropolregion Seattle liegt die Hauptstadt Olympia (55.605 Einwohner).
Wichtigste Stadt im Osten des Bundesstaates und Hauptort des sogenannten „Inland Empire“ ist Spokane, mit 229.000 Einwohnern zweitgrößte Stadt Washingtons. Zum Großraum Spokane gehört unter anderem der 2003 aus verschiedenen zuvor unselbstständigen Gemeinden gegründete Ort Spokane Valley (102.976 Einwohner).
Im Süden des Staates, am Zusammenfluss von Yakima, Snake und Columbia River, befinden sich die Tri-Cities, bestehend aus Kennewick, Pasco und Richland, die zusammen 181.568 Einwohner aufweisen.
Im Südwesten, am Columbia River gegenüber von Portland (Oregon), liegt Vancouver (161.849 Einwohner).
| Ort            |                |  |         | Einwohner |
| Seattle        | Seattle        |  | 737.015 | 737.015   |
| Spokane        | Spokane        |  | 228.989 | 228.989   |
| Tacoma         | Tacoma         |  | 219.346 | 219.346   |
| Vancouver      | Vancouver      |  | 190.915 | 190.915   |
| Bellevue       | Bellevue       |  | 151.854 | 151.854   |
| Kent           | Kent           |  | 136.588 | 136.588   |
| Everett        | Everett        |  | 110.629 | 110.629   |
| Renton         | Renton         |  | 106.785 | 106.785   |
| Spokane Valley | Spokane Valley |  | 102.976 | 102.976   |
| Federal Way    | Federal Way    |  | 101.030 | 101.030   |
| Census 2020    |                |  |         |           |

## Geschichte
1775 wurde das Küstengebiet von Washington durch Spanier unter Führung von Bruno de Hezeta erkundet. 1792 befuhr der amerikanische Weltumsegler Robert Gray den Columbia River. 1810 gründeten kanadische Pelzhändler Spokane House, die erste dauerhafte weiße Siedlung auf dem Gebiet des heutigen Staates Washington. 1811 gründeten die Amerikaner unter Führung von Johann Jakob Astor das Fort Okanogan. 1836 wurde eine Siedlung bei Walla Walla gegründet. 1846 kam das Gebiet von Washington durch Teilung des britisch-amerikanischen Kondominiums Oregon in den Besitz der USA. 1853 entstand das Washington-Territorium – seit 1863 in den heutigen Grenzen. 1855 kam es zu Goldfunden im Nordosten. Nach mehreren Kriegen mit den Indianern – bekannt ist der Krieg mit den Nez Percé im Jahre 1877 – trat Washington 1889 als 42. Staat der Union bei.

## Politik

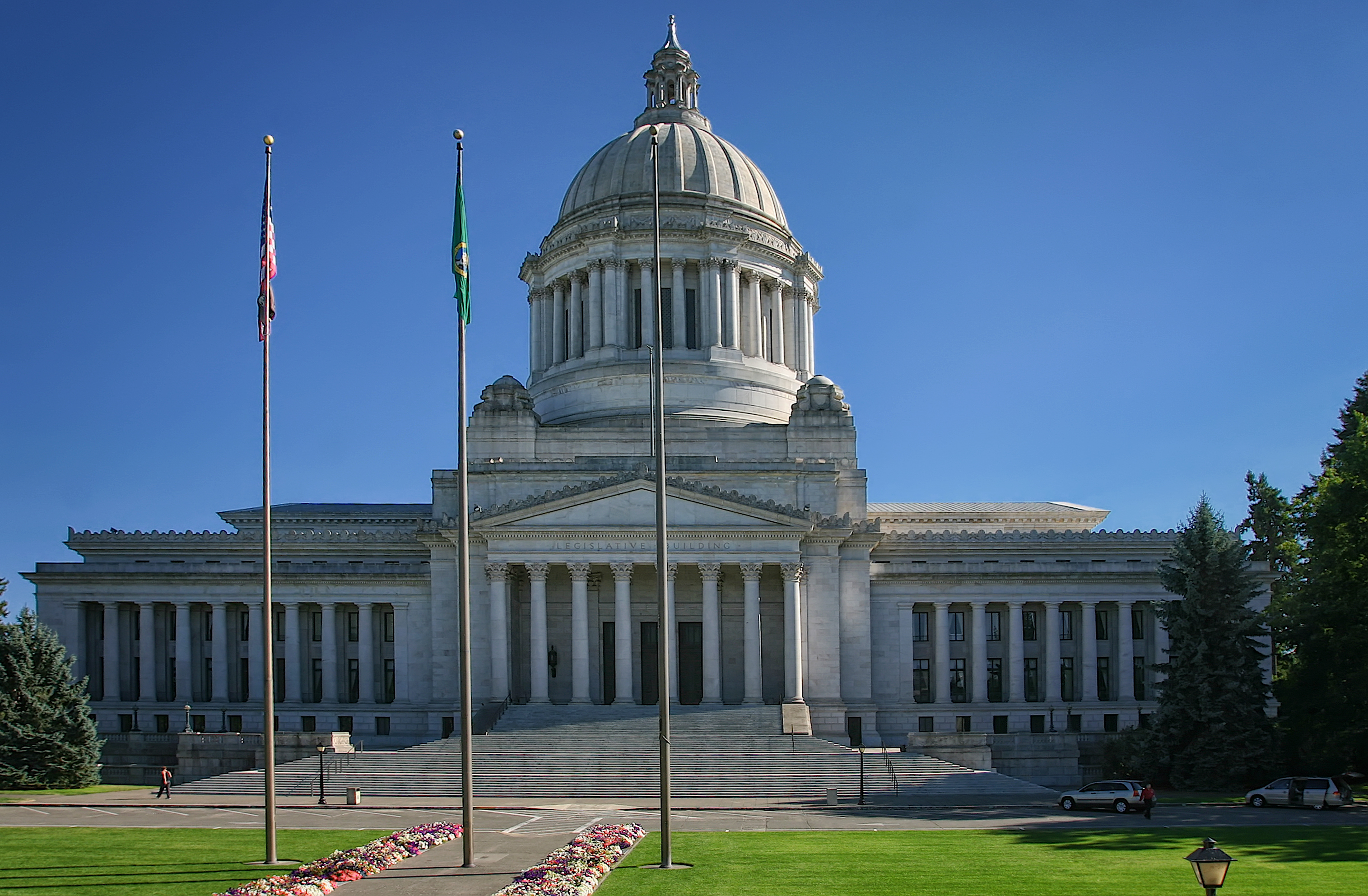
Kapitol in der Hauptstadt Olympia

### Politische Landschaft
Washington gilt spätestens seit 1988 als sicherer demokratischer Staat. Seit dem genannten Jahr konnte kein republikanischer Kandidat hier mehr gewinnen. Der prozentuale Unterschied zwischen Demokraten und den Republikanern lag bei der Präsidentschaftswahl 2020 bei fast 20 Prozent zu Gunsten des Demokraten Joe Biden.
Insbesondere die Städteregionen von Seattle, Spokane und Tacoma gelten heute als sichere Hochburgen der demokratischen Partei. Dennoch gibt es vereinzelte Counties, insbesondere im Nordosten und Süden, die deutlich republikanischer stimmen als der Rest im Staat. Hier ist die Bevölkerungsdichte deutlich geringer als zum Beispiel im Westen des Staates. Zudem überwiegt hier die Zahl der Selbstversorger durch Landwirtschaft und Holzwirtschaft mehr, als in den urbanisierteren Counties im Westen.

### Kongress
| Jahr | Demokraten       | Republikaner     |
| ---- | ---------------- | ---------------- |
| 2024 | 57,2 % 2.245.849 | 39,0 % 1.530.923 |
| 2020 | 57,9 % 2.369.612 | 38,7 % 1.584.651 |
| 2016 | 54,3 % 1.742.718 | 38,1 % 1.221.747 |
| 2012 | 56,2 % 1.755.396 | 41,3 % 1.290.670 |
| 2008 | 57,3 % 1.750.848 | 40,3 % 1.229.216 |
| 2004 | 52,8 % 1.510.201 | 45,6 % 1.304.894 |
| 2000 | 50,1 % 1.247.652 | 44,6 % 1.108.864 |
| 1996 | 49,8 % 1.123.323 | 37,3 % 0.840.712 |
| 1992 | 43,4 % 0.993.037 | 32,0 % 0.731.234 |
| 1988 | 50,1 % 0.933.516 | 48,5 % 0.903.835 |
| 1984 | 42,9 % 0.807.352 | 55,8 % 1.051.670 |
| 1980 | 37,3 % 0.650.193 | 49,7 % 0.865.244 |
| 1976 | 46,1 % 0.717.323 | 50,0 % 0.777.732 |
| 1972 | 38,6 % 0.568.334 | 56,9 % 0.837.135 |
| 1968 | 47,2 % 0.616.037 | 45,1 % 0.588.510 |

Washington entsendet zwei Senatorinnen in den US-Senat und zehn Abgeordnete in das US-Repräsentantenhaus. Dem Senat gehören die beiden Demokratinnen Maria Cantwell und Patty Murray an. Im Repräsentantenhaus sind die Demokraten mit acht und die Republikaner mit zwei Abgeordneten vertreten. Im Electoral College der USA stellt der Bundesstaat 12 Wahlmänner.

#### Mitglieder im 119. Kongress
|  | Name                         | Mitglied seit | Parteizugehörigkeit |
|  | ---------------------------- | ------------- | ------------------- |
|  | Suzan Kay DelBene            | 2012          | Demokrat            |
|  | Richard Ray „Rick“ Larsen    | 2001          | Demokrat            |
|  | Marie Gluesenkamp Perez      | 2023          | Demokrat            |
|  | Daniel Milton „Dan“ Newhouse | 2015          | Republikaner        |
|  | Michael Baumgartner          | 2025          | Republikaner        |
|  | Emily Randall                | 2025          | Demokrat            |
|  | Pramila Jayapal              | 2017          | Demokrat            |
|  | Kimberly Merle „Kim“ Schrier | 2019          | Demokrat            |
|  | David Adam Smith             | 1997          | Demokrat            |
|  | Marilyn Strickland           | 2021          | Demokrat            |

|  | Name                         | Mitglied seit | Parteizugehörigkeit |
|  | ---------------------------- | ------------- | ------------------- |
|  | Maria Ellen Cantwell         | 2001          | Demokrat            |
|  | Patricia Lynn „Patty“ Murray | 1993          | Demokrat            |

- Liste der Senatoren der Vereinigten Staaten aus Washington
- Liste der Mitglieder des US-Repräsentantenhauses aus Washington

### Einzelstaatliche Ebene
Der Gouverneur von Washington wird für eine Amtszeit von vier Jahren gewählt, ebenso wie der Vizegouverneur. Im November 2012 entschied sich die Mehrheit einer Volksabstimmung für die Legalisierung von Anbau, Verkauf und Besitz Marihuanas in kleinen Mengen (Washington Initiative 502). Washington ist somit neben Colorado der erste Bundesstaat der USA, der Cannabis als Genussmittel zulässt.

#### Washington State Legislature
Das Parlament von Washington State, die General Assembly, setzt sich aus zwei Kammern zusammen. Der Staats-Senat hat 49 Sitze, das Repräsentantenhaus hat eine Größe von 98 Sitzen. Politisch ist Washington zweigeteilt: Westlich der Kaskadenkette, besonders in und um Seattle, sind die Demokraten dominant. Im ländlichen Osten um Spokane dominieren dagegen die Republikaner. Mehr noch als Oregon ist Washington inzwischen in der Addition den Demokraten zugetan und kann kaum noch als Swing State gelten.
- Senat von Washington
- Repräsentantenhaus von Washington

#### Gouverneure
Seit 1985 stellen die Demokraten durchgängig den Gouverneur des Bundesstaates. Amtierender Gouverneur ist seit 2025 Bob Ferguson. Sein Vorgänger war Jay Inslee, der im Januar 2013 Christine Gregoire ablöste. Im Februar 2014 setzte er für seine Amtszeit (2013–2017) die Todesstrafe aus. Vizegouverneur (Lieutenant Governor) ist seit 2021 der Demokrat Dennis Heck.
- Liste der Gouverneure von Washington
- Liste der Vizegouverneure von Washington

#### Verwaltungsgliederung
Washington ist in 39 Countys untergliedert. Das größte County ist das Okanogan County im Norden des Staates mit einer Fläche von etwa 13.767 km². Das kleinste County ist das Wahkiakum County im Südwesten des Staates mit einer Fläche von etwa 743 km².
- Liste der Countys in Washington

## Siegel
Das Siegel des Bundesstaates zeigt George Washington, nach einem Porträt von Gilbert Stuart. Der äußere Ring enthält den Schriftzug „The Seal of the State of Washington“ („Das Siegel des Staates Washington“) und die Angabe des Jahres 1889, in dem Washington Bundesstaat wurde. Das Siegel wurde 1889 von dem Juwelier Charles Talcott entworfen.

## Kultur

### Sehenswürdigkeiten

#### Nationalparks und Erholungsschutzgebiete

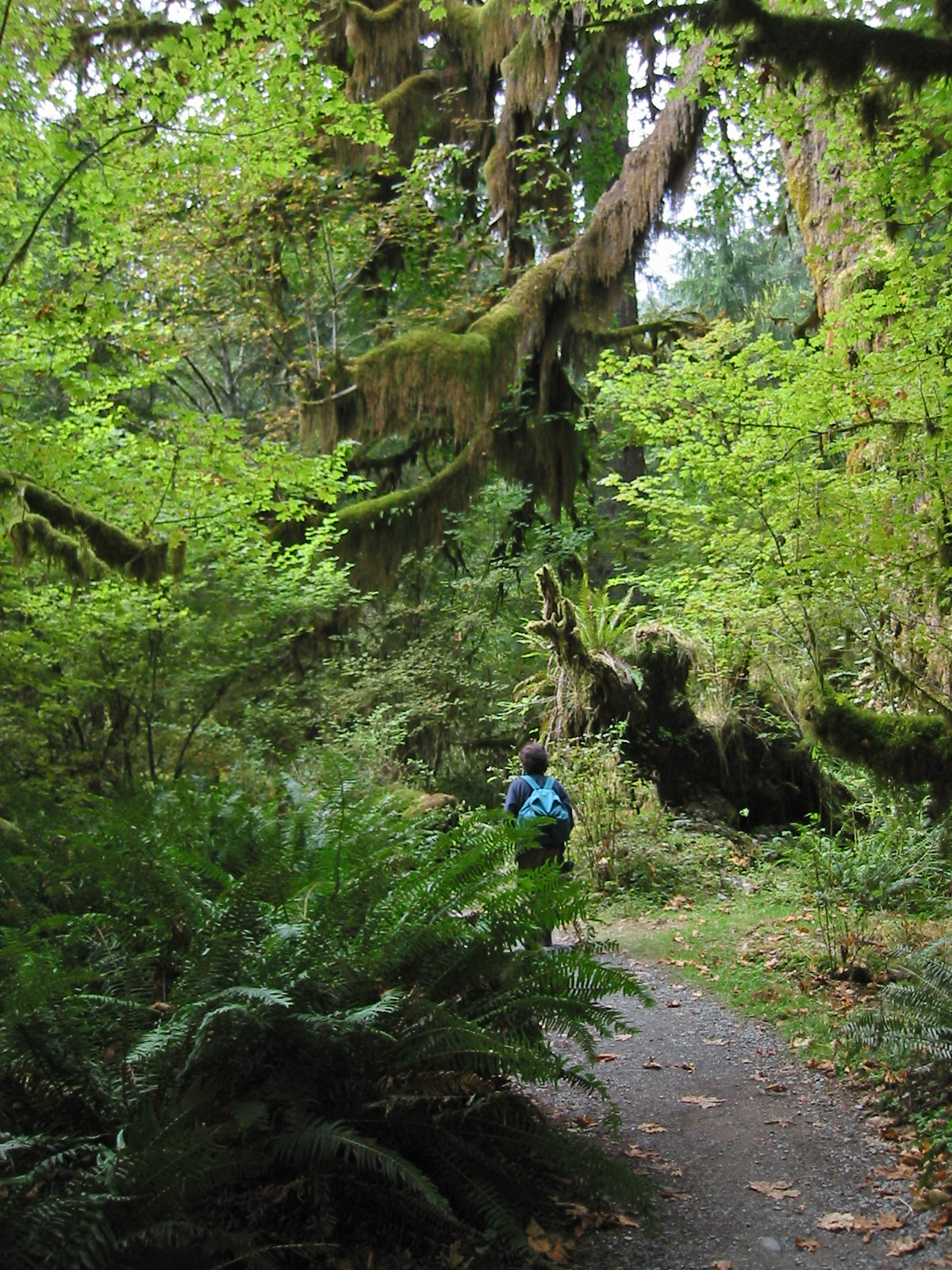
Pfad durch den Hoh Rain Forest im Olympic-Nationalpark

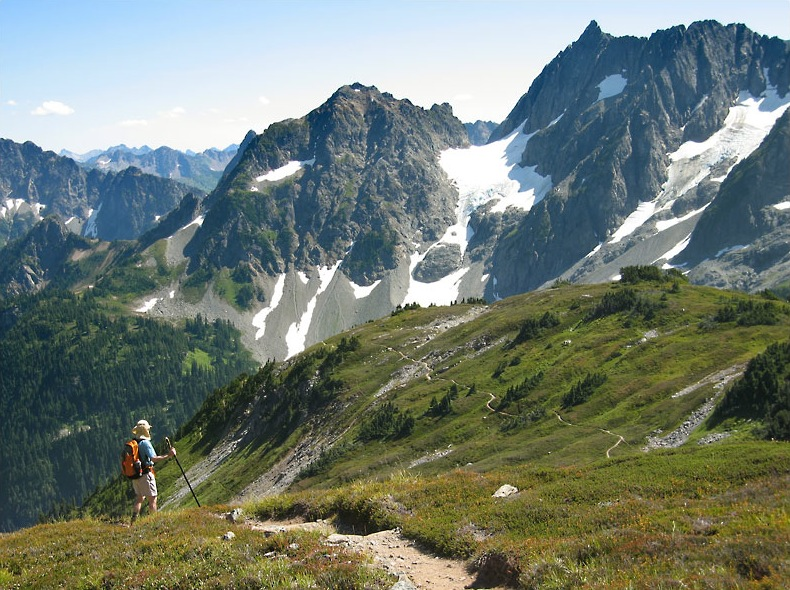
Pelton Peak, Yawning Glacier und Magic Mountain im North-Cascades-Nationalpark

In Washington gibt es drei Nationalparks. Der meistbesuchte ist der Olympic-Nationalpark mit etwa drei Millionen Besuchern pro Jahr. Er liegt im äußersten Westen des Bundesstaates, auf der Olympic-Halbinsel. Der Nationalpark ist bekannt für seine Wandermöglichkeiten entlang der Küste, durch die gemäßigten Regenwälder sowie die bis zu 2428 Meter hohen Olympic Mountains. Das Gebiet wurde 1938 als Nationalpark ausgewiesen, seit 1981 zählt es auch zum UNESCO-Weltnaturerbe.
Ältester Nationalpark in Washington ist der bereits 1899 unter Schutz gestellte Mount-Rainier-Nationalpark. Er umfasst den Vulkan Mount Rainier, den mit 4392 Metern höchsten Berg der Kaskadenkette und dessen Umgebung. Im Mount-Rainier-Nationalpark werden pro Jahr etwa 1,1 Millionen Besucher gezählt.
Ebenfalls in der Kaskadenkette, an der Grenze zu Kanada, liegt der 1968 ausgewiesene North-Cascades-Nationalpark. Er umfasst die Hochlagen um eine Kette von im Tal des Skagit River angelegten Stauseen, die als Ross Lake National Recreation Area, ein Erholungsgebiet von nationaler Bedeutung, ausgewiesen sind. Im Süden schließt sich mit dem Lake Chelan National Recreation Area ein weiteres solches Erholungsgebiet an. Der Nationalpark ist nahezu unerschlossen, als Hochgebirge Schutzgebiet für alpine Flora und Fauna und wird nur von wenigen Bergsteigern und -wanderern besucht, pro Jahr etwa 19.000 Mal.

#### National Monuments
- San Juan Islands National Monument
- Hanford Reach National Monument
- Mount St. Helens National Volcanic Monument

#### National Register of Historic Places, National Historic Landmarks
- National Register of Historic Places in Washington (Bundesstaat)
- Liste der National Historic Landmarks in Washington

#### State Parks
Washington unterhält 139 State Parks (Stand: November 2008). Der meistbesuchte State Park ist mit mehr als zwei Millionen Gästen jährlich der Deception Pass State Park.

### Sport

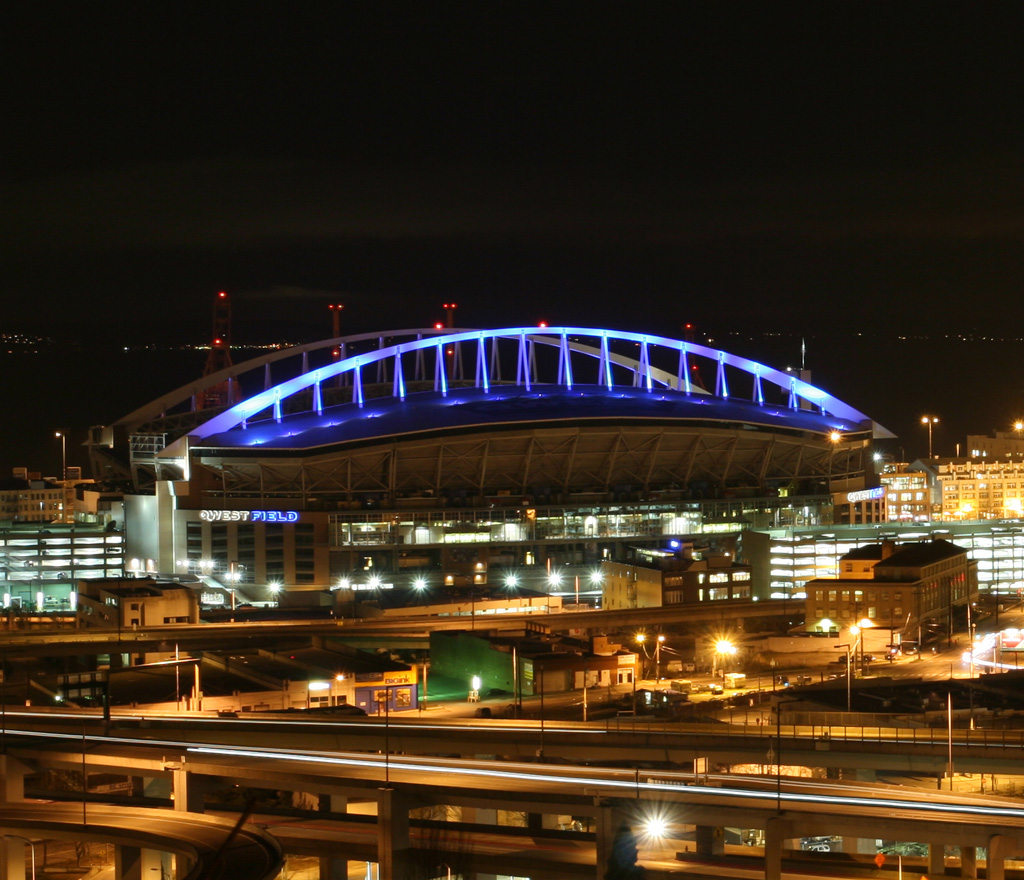
Lumen Field

Profisport wird in Washington nur im Großraum von Seattle betrieben. So spielen die Seattle Seahawks in der National Football League, die Seattle Mariners in der Major League Baseball Association und im Fußball bestreiten die Seattle Sounders ihre Spiele in der Major League Soccer. Bis 2008 spielten die Seattle SuperSonics in der National Basketball Association. In der Saison 2021/22 wurden die Seattle Kraken als 32. Team in die National Hockey League aufgenommen.

## Wirtschaft und Infrastruktur

### Wirtschaftsstruktur

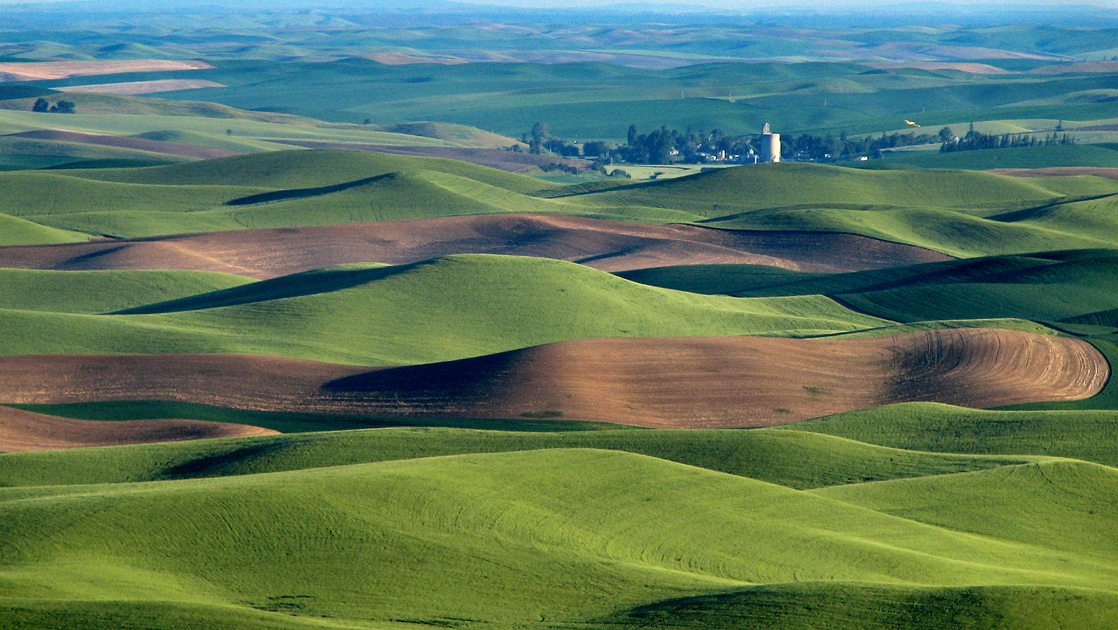
Die durch ihre Schluff-Dünen geprägte Palouse-Prärie im Südosten des Staates zeichnet sich durch ihre sehr fruchtbaren Lössböden aus

Washington gehört zu den wohlhabendsten Bundesstaaten der USA. Das reale Bruttoinlandsprodukt pro Kopf (englisch per capita real GDP) lag im Jahre 2016 bei USD 64.454 (nationaler Durchschnitt der 50 US-Bundesstaaten: USD 57.118; nationaler Rangplatz: 10). Die Arbeitslosenrate lag im November 2017 bei 4,5 % (Landesdurchschnitt: 4,1 %). Mit 75.418 USD im Jahre 2017 hatte Washington das dritthöchste mittlere Haushaltseinkommen unter allen Bundesstaaten.
Bedeutendster Wirtschaftszweig ist die Luft- und Raumfahrtindustrie. Der wichtigste Arbeitgeber des Bundesstaates und größtes Exportunternehmen der USA ist Boeing mit der Zivilflugzeugfertigung in Seattle, Renton und Everett. Von großer Bedeutung ist die Computerbranche. Der Marktführer für Software Microsoft hat seinen Sitz in Redmond, einem Vorort von Seattle; das Online-Versandhaus Amazon.com hat seinen Sitz in Seattle selbst. Ein weiteres bedeutendes Unternehmen aus Seattle ist die Kaffeehauskette Starbucks.

### Energieversorgung
Washington ist in den USA führend bei der Stromgewinnung mittels Wasserkraft. 2022 wurden in Washington 91148 Gigawattstunden an elektrischer Energie aus erneuerbaren Quellen gewonnen; damit war Washington gemessen an der Erzeugung nach Texas und vor Kalifornien der US-Staat mit der zweithöchsten regenerativen Gewinnung elektrischer Energie. 2022 wurden 67 % des in Washington erzeugten elektrischen Stroms mittels Wasserkraft gewonnen. Neun der zehn leistungsstärksten Kraftwerke in Washington sind Wasserkraftwerke, und die meisten davon liegen am Columbia River. Das größte ist das siebtgrößte Wasserkraftwerk der Welt an der Grand-Coulee-Talsperre.

### Bildung
Die wichtigsten staatlichen Hochschulen sind die University of Washington und die Washington State University. Andere staatliche Hochschulen sind die Central Washington University, die Eastern Washington University und die Western Washington University. Die wichtigsten privaten Hochschulen sind die Seattle University und die Gonzaga University. Weitere Hochschulen sind in der Liste der Universitäten in Washington verzeichnet.